# Medaile za zásluhy pro dominikánské ženy
Medaile za zásluhy pro dominikánské ženy (španělsky Medalla al Mérito de la Mujer Dominicana) je státní vyznamenání Dominikánské republiky udílené dominikánskou vládou občankám země, které dosáhly úspěchů ve svém zaměstnání v sociální, politické, ekonomické, vědecké či umělecké oblasti. Založena byla dne 29. května 1985. Tradičně je udílena každoročně 8. března během Mezinárodního dne žen. Poprvé bylo ocenění uděleno 8. března 1986 a od té doby bylo oceněno více než 100 žen.